# Tiandeng
Tiandeng (em chinês tradicional: 天等縣; chinês simplificado: 天等县; pinyin: Tiānděng; zhuang:Dindaengh) é uma condado da Chongzuo, localidade situada ao sudoeste da Região Autónoma Zhuang de Guangxi, na República Popular da China. Ocupa uma área total de 2.159 Km². Segundo dados de 2010, Tiandeng possuí 429 200 habitantes, 98.83% das pessoas que pertencem ao grupo étnico Zhuang.